# Cicloplegia
La cicloplegia è la paralisi del muscolo ciliare presente nell'occhio, condizione che rende impossibile la messa a fuoco. Siccome il muscolo ciliare condivide l'innervazione con i muscoli dell'iride, la cicloplegia può accompagnarsi alla dilatazione della pupilla (midriasi), che procura fotofobia.

## Fotofobia
La fotofobia può essere causata da vari fattori. Nel caso della midriasi associata alla cicloplegia, dipende dall'impossibilità di diminuire l'afflusso di luce alla retina tramite la chiusura della pupilla.

## Farmaci cicloplegici e usi diagnostici
Tra le più usate sostanze cicloplegiche vi sono:
- L'atropina[1], che produce una cicloplegia molto forte malgrado vada somministrata tre volte al giorno per giorni e l'effetto duri per 15 giorni procurando grandi difficoltà nella vita quotidiana;
- L'omatropina, che rispetto all'atropina ha meno potenza ed effetti meno durevoli;
- La tropicamide[2], che provoca midriasi e cicloplegia in 30 minuti e permette di effettuare un esame del fondo oculare più rapidamente, perché il sistema nervoso parasimpatico riacquista dopo 3-4 ore il controllo del muscolo ciliare.
- Il ciclopentolato[1][2];
- La scopolamina.